# Chorthippus hammarstroemi
Chorthippus hammarstroemi är en insektsart som först beskrevs av Miram 1907.  Chorthippus hammarstroemi ingår i släktet Chorthippus och familjen gräshoppor.

## Underarter
Arten delas in i följande underarter:
- C. h. hammarstroemi
- C. h. solaris